# Міс Всесвіт 2022
«Міс Всесвіт 2022» (англ. Miss Universe 2022) — це 71-й конкурс «Міс Всесвіт», який відбувся у суботу 14 січня 2023 року в New Orleans Morial Convention Center у Новому Орлеані, штат Луїзіана в США. Гарнааз Сандгу з Індії коронувала Міс Всесвіт 2022, якою стала Р'Бонні Габріель із США. Це перша перемога цієї країни за 10 років і дев'ята перемога конкурсанток із США.
У цьогорічному конкурсі змагалися учасниці з 84 країн і територій. Ведучими конкурсу були Джінні Мей та Міс Всесвіт 2012 Олівія Калпо; Востаннє Калпо була ведучою під час «Міс Всесвіт-2020», а Мей востаннє була кореспондентом за лаштунками під час "Міс Всесвіт-2014 ". Міс Всесвіт 2018 Катріона Грей та Зурі Холл будуть кореспондентами за лаштунками. Це буде перший випадок за 70-річну історію, коли серед ведучих конкурсу будуть тільки жінки.
Це був перший конкурс, який проводився під керівництвом таїландської JKN Global Group, яка 26 жовтня 2022 року придбала організацію «Міс Всесвіт» у WME / IMG. Конкурс став першою такою подією з 1954 року, яку не транслювала жодна велика американська телевізійна мережа, але конкурс вперше транслювався на каналі потокової передачі The Roku Channel — офіційному мовнику шоу. Це також перший конкурс «Міс Всесвіт», який транслювали телевізійні мережі JKN Global Group, JKN18 та JKN-CNBC як офіційний мовник конкурсу для Таїланду, де розташована штаб-квартира організації «Міс Всесвіт».

## Передісторія

### Місце і дата

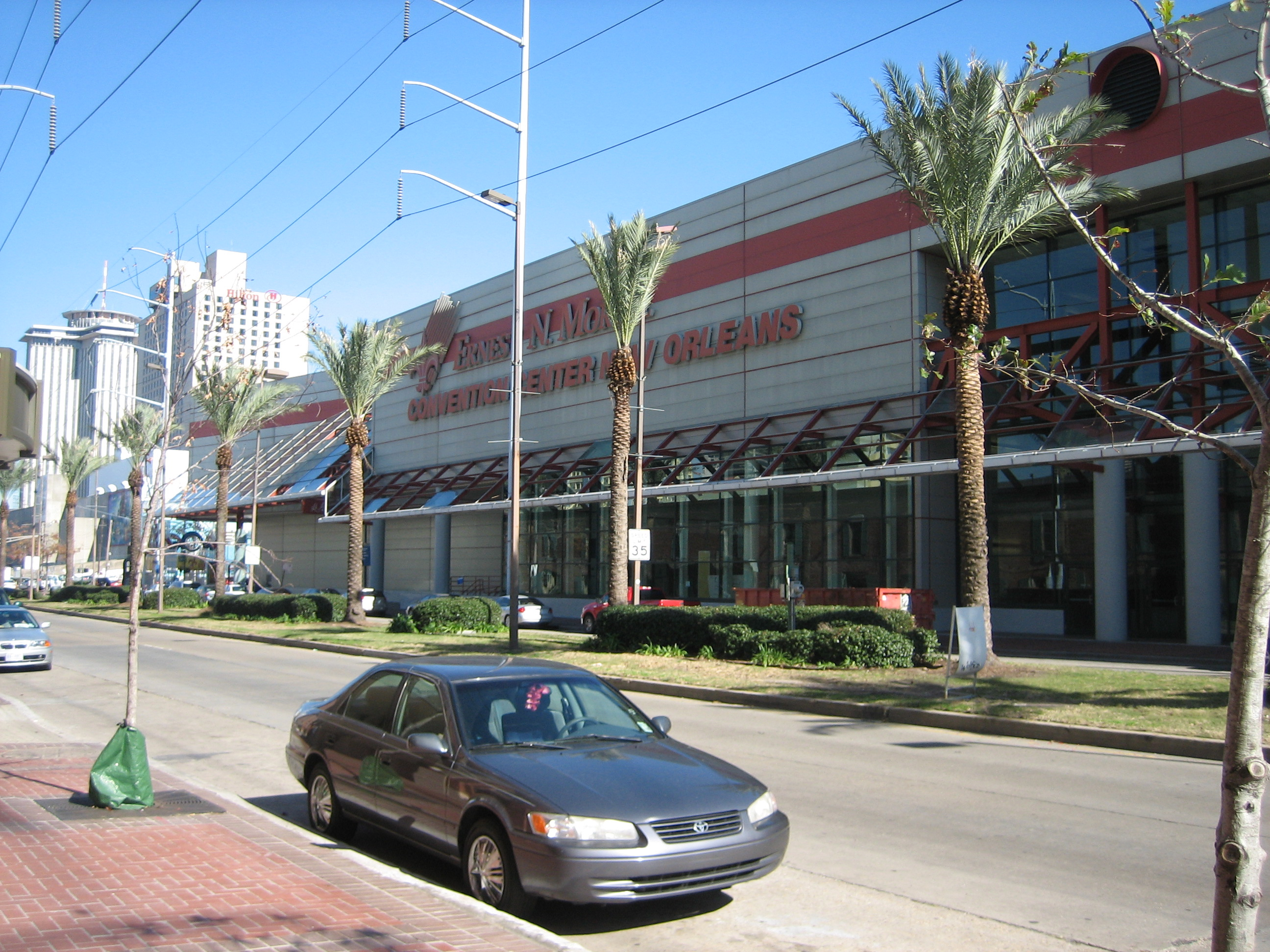
New Orleans Morial Convention Center, місце проведення Міс Всесвіт 2022

У вересні 2022 року пуерториканська газета El Vocero повідомила, що національним директорам було надіслано електронний лист про те, що конкурс «Міс Всесвіт» у 2022 році відбудеться в першому кварталі 2023 року через можливе збіг дат із Чемпіонатом світу з футболу 2022 року. у листопаді та грудні 2022 р. El Vocero також повідомляв, що Лос-Анджелес, Маямі та Новий Орлеан у Сполучених Штатах Америки та Нячанг у В'єтнамі розглядалися як потенційні приймаючі міста.
Пізніше у вересні президент організації «Міс Всесвіт» (MUO) Паула Шугарт заявила в інтерв'ю ABS-CBN News and Current Affairs, що конкурс відбудеться в січні 2023 року, підтвердивши, що причиною перенесення було уникнути потенційного конфлікту з чемпіонатом світу з футболу 2022 року. Шугарт також підтвердив, що місто-організатор, ймовірно, буде оголошено протягом наступного тижня. 19 вересня MUO оголосив, що конкурс відбудеться 14 січня 2023 року в New Orleans Morial Convention Center у Новому Орлеані в Луїзіані. Це буде четвертий раз в історії конкурсу, коли подія проводиться після закінчення відповідного календарного року; раніше це траплялося під час проведення самого конкурсу 2014, 2016 та 2020 років, коли всі вони відбулися наступного року.

### Відбір учасників
Для участі в конкурсі було відібрано учасниць із 84 країн і територій. Вісімнадцять із цих делегатів були призначені на свої посади після того, як вони посіли друге місце на національному конкурсі або були обрані в процесі кастингу.
Хлоя Павері-Доксі, перша віце-призерка Міс Всесвіт Кайманові острови 2022, була призначена представляти Кайманові острови після того, як саму переможницю Тіффані Коноллі звинуватили у вчиненні нападу. Флоріан Баску, перша віце-чемпіонка конкурсу « Міс Франція 2022», була призначена представляти Францію після того, як початкова переможниця Даян Лейр вирішила не брати участь у змаганнях через брак часу на підготовку. Каміла Санабрія, перша віце-чемпіонка конкурсу «Міс Болівія-2022», була призначена представляти Болівію після того, як саму переможницю, Фернанду Павісік, було позбавлено титулу за висміювання знімків інших кандидаток у Міс Всесвіт у її історіях в Instagram.
У конкурсі 2022 року дебютує Бутан і повертаються Ангола, Беліз, Індонезія, Киргизстан, Ліван, Малайзія, М'янма, Сент-Люсія, Сейшельські Острови, Швейцарія, Тринідад і Тобаго та Уругвай. Раніше Сейшельські острови брали участь у змаганнях у 1995 році, що стало першим змаганням після 27 років їх відсутності. Тринідад і Тобаго востаннє змагалися в 2017 році, Киргизстан, Ліван і Швейцарія востаннє змагалися в 2018 році, Ангола і Сент-Люсія востаннє змагалися в 2019 році, а інші востаннє змагалися в 2020 році. Данія, Угорщина, Ірландія, Ізраїль, Кенія, Марокко, Румунія та Швеція відмовилися від участі через те, що їхні відповідні організації не змогли провести національний конкурс або призначити делегата. Діана Ташимбетова спочатку повинна була представляти Казахстан, але була позбавлена титулу і не була замінена казахстанським власником ліцензії після серії суперечок між Ташимбетовою та власником ліцензії щодо відсутності підтримки, отриманої Ташимбетовою для її участі в Міс Всесвіт. Очікувалося, що Латвія братиме участь у змаганнях вперше з 2006 року, але обраний ними делегат Кейт Алексєєва знялася зі змагань через позитивний результат тесту на COVID-19 перед її від'їздом до США.

## Результати

### Переможці
| Placement                    | Contestant |
| ---------------------------- | --- |
| Міс Всесвіт 2022             | - США — Р'Бонні Габріель |
| Друге місце (перша віце-міс) | - Венесуела — Аманда Дудамель |
| Третє місце (друга віце-міс) | - Домініканська Республіка — Андреіна Мартінес |
| Top 5                        | - Кюрасао — Габріела Дос Сантос - Пуерто-Рико — Ешлі Каріньо |
| Top 16                       | - Австралія — Монік Райлі - Канада — Амелія Ту - Колумбія — Марія Фернанда Арістісабаль - Гаїті — Мідлін Фелізор - Індія — Дівіта Рай - Лаос — Паєнгха Лор - Перу — Алессія Ровеньо - Португалія — Тельма Мадейра - Південно-Африканська Республіка — Ндаві Нокері - Іспанія — Алісія Фобель - Тринідад і Тобаго — місіс Джейн Ремі |

### Спеціальні нагороди
| Нагорода                   | Конкурсант                                        |
| -------------------------- | ------------------------------------------------- |
| Міс Конгеніальність        | - Чилі — Софія Депассьє - Мальта — Максін Формоза |
| Премія за соціальний вплив | - Таїланд — Анна Суенгам-іам                      |
| Премія «Дух карнавалу»     | - — Вікторія Апанасенко                           |
| Swimsuit Cape Vote         | - — Нгуєн Тхі Нгок Чау                            |

## Конкурс

### Формат
Організація «Міс Всесвіт» внесла кілька особливих змін у формат конкурсу 2022 року. Спочатку припускали, що кількість півфіналістів повернеться до 20, як і в 2018 році. Однак згодом кількість півфіналістів скоротили до 16 — стільки ж було півфіналістів у 2021 році. За результатами попереднього конкурсу, який складався з конкурсу купальників, конкурсу вечірніх суконь і закритої співбесіди, буде визначено 16 півфіналістів, які пройдуть до першого кола. Інтернет-голосування все ще триває, і вболівальники зможуть проголосувати за іншу конкурсантку, яка потрапить до півфіналу. 16 найкращих змагатимуться як у купальниках, так і в вечірніх сукнях. За оцінками журі кращі з них увійдуть до 5 найкращих. Це перший випадок в історії конкурсу, коли буде зроблено різке скорочення з 16 до 5. П'ятеро найкращих змагатимуться у попередньому раунді запитань і відповідей, а потім буде обрано три переможниці. Останнє слово буде повернуто, після чого буде оголошено Міс Всесвіт 2022 та двох її учасників, які посіли другі місця.

### Журі
- Хімена Наваррете — Міс Всесвіт 2010 року з Мексики[32][33]
- Великий Фріда — американський репер і виконавець, якому приписують популяризацію баунж-музики[32][33]
- Мара Мартін — американська модель і співзасновниця Vyral Media PR[32][33]
- Венді Фіцвільям — Міс Всесвіт 1998 року з Тринідаду і Тобаго[32][33]
- Емілі Остін — американська акторка, спортивна журналістка, модель та відома активістка в соціальних мережах[32][33]
- Олівія Квідо — філіппінсько-китайський генеральний директор і засновник O Skin Med Spa[32][33]
- Мірка Делланос — американська теле- та радіоведуча, журналістка, письменниця та світська левиця[32][33]
- Світа Патель — індійська письменниця, член ради Forbes і засновниця Healveda[32][33]
- Олівія Джордан — Міс США 2015 року з Оклахоми (тільки як член журі на попередньому етапі)[32][33]
- Кетлін Вентрелла — Пуерто-Рико, головний маркетинговий директор ImpactWayv (тільки як член журі на попередньому етапі)[32][33]

## Учасники конкурсу
За титул змагатимуться 84 конкурсантки:
| Країна / Територія            | Конкурсантка                | Вік | Рідне місто             |
| ----------------------------- | --------------------------- | --- | ----------------------- |
| Австралія                     | Монік Райлі                 | 27  | Сідней                  |
| Албанія                       | Дета Кокомані               | 22  | Дуррес                  |
| Ангола                        | Свелія Антоніо              | 25  | Луанда                  |
| Аргентина                     | Барбара Кабрера             | 26  | Буенос-Айрес            |
| Аруба                         | Кіара Арендс                | 24  | Ораньєстад              |
| Багами                        | Ангел Картрайт              | 28  |                         |
| Бахрейн                       | Евлін Халіфа                | 24  | Ріффа                   |
| Беліз                         | Ешлі Лайтберн               | 26  | Беліз                   |
| Бельгія                       | Шаєн Ван Арле               | 23  | Antwerp                 |
| Болгарія                      | Христина Пламенова          | 26  | Бяла Слатина            |
| Болівія                       | Каміла Санабрія             | 28  | Санта-Крус-де-ла-Сьєрра |
| Бразилія                      | Моя Мамед                   | 27  | Віторія                 |
| Британські Віргінські острови | Лія Клекстон                | 19  | Тортола                 |
| Бутан                         | Таші Чоден                  | 23  | Вангді-Пходранг         |
| Велика Британія               | Noky Simbani                | 25  | Дербі                   |
| Венесуела                     | Аманда Дудамель             | 23  | Мерида                  |
| В'єтнам                       | Нгуєн Тхі Нгок Чау          | 28  | Tây Ninh                |
| Вірменія                      | Кристина Аянян              | 25  | Єреван                  |
| Гаїті                         | Міделайн Фелізор            | 27  | Порт-о-Пренс            |
| Гана                          | Грейс Мофуман               | 27  | Кумасі                  |
| Гватемала                     | Івана Батчелор              | 22  | Кесальтенанго           |
| Гондурас                      | Ребекка Родрігес            | 20  | Сан-Педро-Сула          |
| Греція                        | Коріна Еммануіліду          | 22  | Козані                  |
| Гондурас                      | Ребекка Родрігес            | 20  | Сан-Педро-Сула          |
| Домініканська Республіка      | Андреіна Мартінес           | 25  | Сантьяго                |
| Еквадор                       | Найельхі Гонсалес           | 26  | Есмеральдас             |
| Екваторіальна Гвінея          | Альба Елізабет Обама        | 21  | Мбіні                   |
| Ель-Сальвадор                 | Алехандра Гуахардо          | 26  | Кабаньяс                |
| Індія                         | Дівіта Рай                  | 25  | Мангалур                |
| Індонезія                     | Лакшмі Де-Ніфе Суардана     | 26  | Убуд                    |
| Ісландія                      | Храфнхільдур Харальдсдоттір | 18  | Рейк'явік               |
| Іспанія                       | Аліса Фобель                | 26  | Аліканте                |
| Італія                        | Вірджинія Стаблум           | 24  | Тренто                  |
| Кайманові острови             | Хлоя Пауері-Доксі           | 25  | Джорджтаун              |
| Камбоджа                      | Маніта Ханг                 | 24  | Пномпень                |
| Камерун                       | Моналіса Мукетью            | 26  | Буеа                    |
| Канада                        | Амелія Ти                   | 21  | Ванкувер                |
| КНР                           | Цзян Сі Чень                | 26  | Шанхай                  |
| Колумбія                      | Марія Фернанда Арістісабаль | 25  | Арменія                 |
| Косово                        | Роксана Ібрагімі            | 24  | Приштина                |
| Коста-Ріка                    | Фернанда Родрігес           | 25  | Кесада                  |
| Кюрасао                       | Габріела Дос Сантос         | 20  | Віллемстад              |
| Киргизстан                    | Алтинай Ботоярова           | 18  | Бішкек                  |
| Лаос                          | Паєнгха Лор                 | 21  | В'єнтьян                |
| Ліван                         | Ясміна Зейтун               | 20  | Кфаршуба                |
| Малайзія                      | Cheam Wei Yeng              | 27  | Семенних                |
| Мальта                        | Максін Формоза              | 22  | Сент-Джуліан            |
| Маврикій                      | Александріна Белль-Етуаль   | 26  | Кьюрпайп                |
| Мексика                       | Ірма Міранда                | 26  | Сьюдад-Обрегон          |
| М'янма                        | Зар Лі Мо                   | 21  | Бхамо                   |
| Намібія                       | Кассія Шарплі               | 23  | Віндгук                 |
| Непал                         | Софія Бхуджел               | 27  | Катманду                |
| Нігерія                       | Ханна Ірібхогбе             | 21  | Едо                     |
| Нідерланди                    | Она Мооді                   | 25  | Амстердам               |
| Нікарагуа                     | Норма Гуембес               | 24  | Сан Маркос              |
| Німеччина                     | Сорая Кольман               | 24  | Лейпциг                 |
| Norway                        | Ida Hauan                   | 27  | Тронгейм                |
| Панама                        | Соляріс Барба               | 23  | Читре                   |
| ПАР                           | Ндаві Нокері                | 23  | Тзанін                  |
| Парагвай                      | Лія Ешмор                   | 27  | Вільяррика              |
| Південна Корея                | Ханна Кім                   | 28  | Сеул                    |
| Перу                          | Алесія Ровеньо              | 24  | Ліма                    |
| Польща                        | Aleksandra Klepaczka        | 23  | Лодзь                   |
| Португалія                    | Telma Madeira               | 23  | Порту                   |
| Пуерто-Рико                   | Ешлі Каріньо                | 28  | Фахардо                 |
| Росія                         | Анна Ліннікова              | 22  | Оренбург                |
| Сент-Люсія                    | Шеріс Пол                   | 27  | Кастрі                  |
| Сейшельські острови           | Габріелла Гонтьє            | 24  | Мае                     |
| Сінгапур                      | Карісса Яп                  | 22  | Сінгапур                |
| Словаччина                    | Кароліна Міхальчикова       | 24  | Тренчин                 |
| Таїланд                       | Анна Суенгам-іам            | 24  | Бангкок                 |
| Тринідад і Тобаго             | Тья Джане Рамі              | 25  | Ароука                  |
| Туреччина                     | Алейна Сірін                | 21  | Стамбул                 |
| Україна                       | Вікторія Апанасенко         | 28  | Чернігів                |
| США                           | Р'Бонні Габріель            | 28  | Х'юстон                 |
| Уругвай                       | Карла Ромеро                | 25  | Монтевідео              |
| Філіппіни                     | Селесте Кортесі             | 25  | Пасай                   |
| Фінляндія                     | Петра Хямяляйнен            | 26  | Савонлінна              |
| Франція                       | Флоріан Баску               | 20  | Ламантен                |
| Хорватія                      | Аріяна Подгайські           | 20  | Крапина                 |
| Чехія                         | Сара Мікуленкова            | 20  | Валашке Мезиржичі       |
| Чилі                          | Софія Депасьє               | 24  | Сантьяго                |
| Швейцарія                     | Алія Гвінді                 | 19  | Вале                    |
| Ямайка                        | Тошамі Кальвін              | 26  | Сент-Томас              |
| Японія                        | Мерібен Сакамото            | 24  | Тіба                    |